# 六氟砷酸硝酰
六氟砷酸硝酰是一种无机化合物，化学式为NO2+AsF6−。它可由二氧化氮、五氟化砷和氟气反应制得：
2 NO2 + F2 + 2 AsF5 → 2 NO2AsF6
也可由氯化硝酰、氟化氢和五氟化砷在二氧化硫或硝基烷烃中反应得到：
NO2Cl + HF + AsF5 → NO2AsF6 + HCl
它会在硝酸氯和AsCl4AsF6或NO2和ClO2AsF6的反应中生成，也在XeFAsF6和五氧化二氮的反应中或由[XeONO2][AsF6]分解产生。